# 난카이도

난카이도의 위치

난카이도(일본어: 南海道)는 고키시치도의 하나다.

## 구니 목록
시코쿠와 아와지섬, 긴키 지방의 남부에 해당한다. 난카이도에는 다음 구니가 설치되었다.
- 기이국(紀伊国) - 와카야마현, 미에현 남부
- 아와지국(淡路国) - 효고현, 아와지섬, 누시마 섬
- 아와국(阿波国 -  도쿠시마현
- 사누키국(讃岐国) - 가가와현
- 이요국(伊予国) - 에히메현
- 도사국(土佐国) - 고치현

## 같이 보기
- JR 시코쿠
- 기이반도
- 와카야마현